# Podophorus bromoides
Podophorus bromoides är en gräsart som beskrevs av Rodolfo Amando Philippi. Podophorus bromoides ingår i släktet Podophorus och familjen gräs. Inga underarter finns listade i Catalogue of Life.